# Покровская Решётка
Покровская Решётка — село в составе Малохомутёрского сельского поселения Барышского района Ульяновской области.

## География
Находится на расстоянии примерно 9 километров на запад по прямой от северо-западной границы районного центра города Барыш.

## История
В 1780 году, при создании Симбирского наместничества, село Решетка, при речке Решетке, помещичьих крестьян, вошло в состав Канадейского уезда. С 1796 года в Карсунском уезде.
На 1859 год село Покровское (Решотка), владельческое, на коммерческом тракте из г. Симбирска в г. Пензу, входило в состав 1-го стана Карсунского уезда, имелась церковь, в 36 дворах жило: 108 муж. и 127 жен.
В 1879 году прихожанами и помещицей Ольшевской был построен новый деревянный храм. Престол в нем в честь Покрова Пресвятые Богородицы.
В 1913 году в селе было учтено дворов 55, жителей 290, церковь, школа и бумагооберточная фабрика. В 1990-е годы работало отделение СПК «Луговой».

## Население
| 2010 |
| ---- |
| 9    |

Население составляло 18 человек в 2002 году (русские 100 %), 9 по переписи 2010 года.

## Инфраструктура
Остановочная площадка 778 км на железнодорожной линии Инза-Сызрань.